# Завтрак на траве (картина Мане)
«Завтрак на траве» (фр. Le déjeuner sur l'herbe) — скандально известная картина французского художника Эдуара Мане, написанная в 1863 году. Первоначально картина называлась «Купание» (фр. Le bain). В настоящее время находится в 29-м зале музея Орсе в Париже. Уменьшенную, более раннюю версию можно увидеть в галерее Курто, Лондон.
На переднем плане картины изображены на пикнике обнаженная женщина и купающаяся девушка на заднем плане с двумя полностью одетыми мужчинами в сельской местности. Картина была отклонена Парижским Салоном 1863 года, где вызвала общественный резонанс и споры. Хотя эта работа увеличила известность Мане, она, тем не менее, не была продана во время своего дебюта.

## Описание
Первоначально названная «Купание» (фр. Le bain), эта картина предназначалась для Парижского салона, однако её вместе с тремя тысячами других полотен жюри не допустило к выставке. Все эти картины были выставлены на так называемом Салоне отверженных, созданном по инициативе императора Наполеона III.
За основу композиции Мане взял картину Джорджоне (завершённую Тицианом) «Сельский концерт» (1508—1509) и фрагмент гравюры Маркантонио Раймонди «Суд Париса» по рисунку Рафаэля. Мане задумал «Завтрак на траве» во время воскресной поездки в Аржантёй, на берег Сены. По воспоминаниям А. Пруста (друга художника, отца писателя Марселя Пруста), идея картины родилась на природе. Мане, наблюдая купающихся, воскликнул: «Кажется мне пора приняться за нагую натуру. Ну что же, я им покажу, как это делается. Когда ещё был в ателье, я копировал Джорджоне — нагую женщину с музыкантами… Но у меня всё будет по-другому — я перенесу сцену на воздух, окружу её прозрачной атмосферой, а люди будут такими, какими мы их видим сегодня».

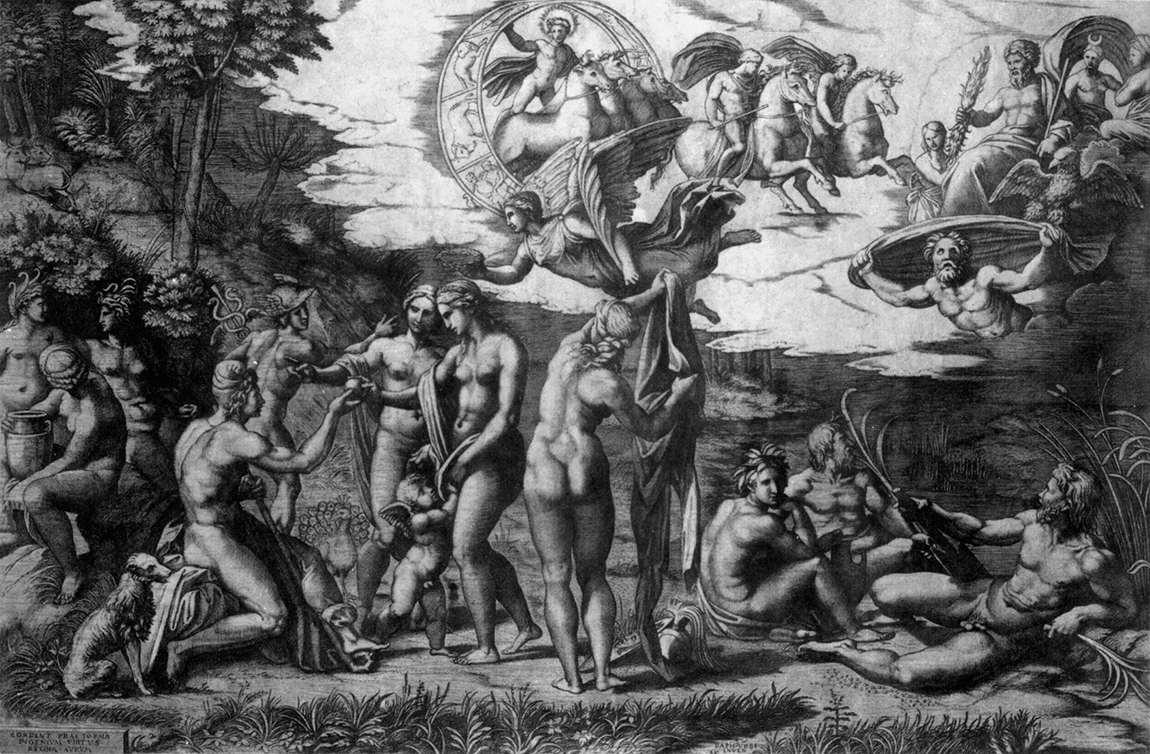
«Суд Париса», 1510—1520

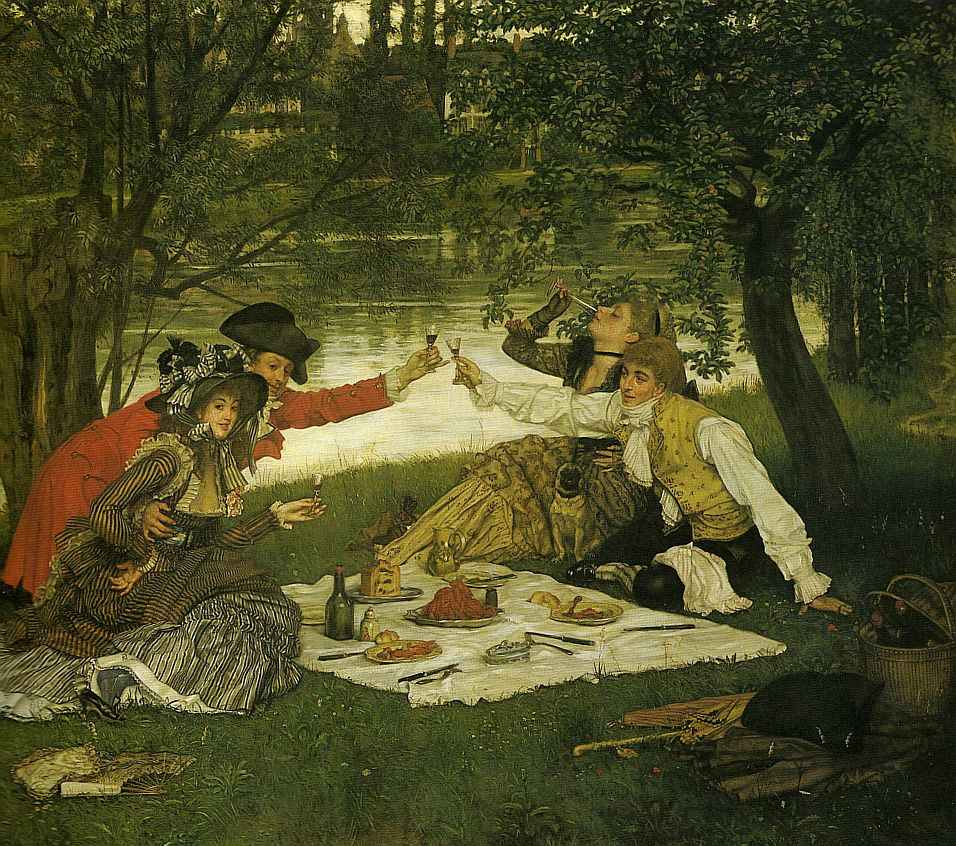
Джеймс Тиссо. Завтрак вчетвером, 1870. Картина салонного живописца демонстрирует, как тогда следовало писать подобные картины

Моделью женщины была Викторина Мёран, один из мужчин — брат Мане Густав, второй — будущий шурин Фердинанд Леенхофф (нидерл. Ferdinand Leenhoff). Одеты мужчины как денди. Они так увлечены разговором, что, кажется, совсем не замечают женщины. Перед ними лежит скинутая женская одежда, корзина с фруктами и круглый хлеб. На дальнем плане — вторая женщина в лёгкой одежде моется в реке. Картина озадачивает «неправильной» перспективой: слишком крупной женской фигурой дальнего плана в автономно освещённом, ирреальном пространстве. Фону картины не хватает глубины, создаётся впечатление, что вся сцена происходит не на природе, а в студии. Это впечатление усиливается светом, почти не дающим теней. Однако и в этом кроется не ошибка, а мудрый расчёт. Помимо «фрагментирования» (термин Э. Мане) — перенесения классической темы в современную обстановку — картина отличается напряжённым изобразительным пространством. Такой приём подчёркивает необычность сочетания классического мотива и новой эстетики, основанной на контрастах локальных тонов: чёрного, белого, зелёного. Мане противопоставил классической аллегории чистую эстетику цвета и символику пространства. Обращаемое изобразительное пространство картины обретает пластическую силу и подчёркивает содержательную двусмысленность. Естественно, что такую идею мало кто мог понять в те годы даже в среде художников.
Стиль картины порывает с академическими традициями того времени. Резкий «фотографический» свет устраняет полутона. Мане не пытался скрыть мазки кисти, и картина поэтому в некоторых местах выглядит неоконченной. Нагота в «Завтраке на траве» очень отличается от мягких и безупречных фигур Александра Кабанеля и Ж. О. Д. Энгра. Картина Мане не нашла поддержки у публики, а художника даже обвинили в сумасшествии и неумении рисовать. Публика также расценила как провокацию неуважение к принципам академического искусства: «ни один элемент картины не соответствовал господствующим представлениям о прекрасном, а вся в целом она представлялась пощёчиной хорошему вкусу».
Выбор сюжета картины — двое полностью одетых мужчин с нагой женщиной на природе — вызвал полное непонимание и обвинения в декадентстве и плохом вкусе. Публика была возмущена не только сюжетом, но и тем, как обнажённая женщина бесстыдно смотрит прямо на зрителя, а также узнаваемостью персонажей. Критик Л. Этьенн писал: «Какая-то голая уличная девка бесстыдно расположилась между двумя франтами в галстуках и городских костюмах. У них вид школьников на каникулах, подражающих кутежам взрослых, и я тщетно пытаюсь понять, в чём же смысл этой непристойной загадки». Картиной возмущался даже такой смелый мастер как Г. Курбе. На защиту Мане выступили только его друзья писатели Ш. Бодлер и Э. Золя.
Эмиль Золя, защищая художника от нападок критиков и представителей академической живописи, называет картину шедевром, на котором представлена «крепко скомпонованная натура»:
Мы видим тут, как это ни прискорбно, самых обыкновенных людей, вина которых состоит в том, что у них, как у каждого человека, есть мускулы и кости. Мне понятны разочарование и весёлость, которые охватывают вас при виде этого полотна; художнику, вероятно, следовало усладить ваши взоры картинкой вроде тех, что красуются на бонбоньерках.
Этюд (ок. 1863—68) — Институт искусства Курто.

## Влияние картины

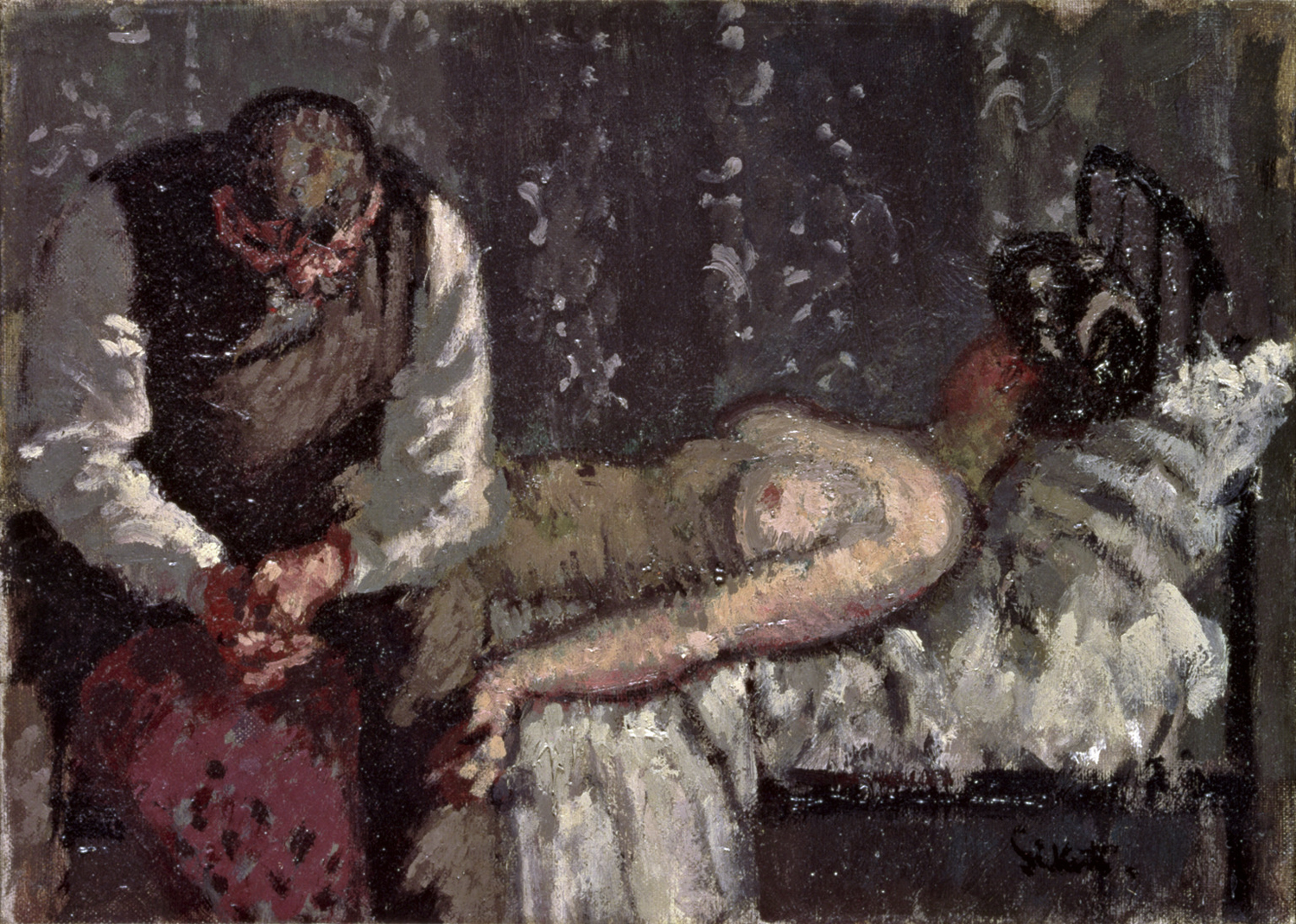
Уолтер Сикерт. Убийство в Кэмден-Тауне, или Что нам делать, чтобы расплатиться с арендной платой?, 1908

Искусствовед австралийского происхождения Роберт Хьюз увидел в картинах цикла «Убийство в Кэмден-Тауне» британского художника-модерниста Уолтера Сикерта отголоски картины Мане «Завтрак на траве». Четыре картины Сикерта являются откликом на убийство Эмили Диммок сумевшим уйти от наказания за совершённое преступление и оставшимся неизвестным убийцей. Все они изображают одетого мужчину, находящегося рядом с лежащей или полулежащей на постели обнажённой женщиной средних лет.